# 茹列賓諾站
茹列賓諾站（羅馬化：Zhulebino）是莫斯科地鐵塔甘卡－紅普列斯尼亞線的一個車站。茹列賓諾站開通於2013年11月6日。車站所在地區在1984年被劃入莫斯科。2015年9月21日之前，茹列賓諾站是塔甘卡－紅普列斯尼亞線在東端的起點車站。